# 中部電力千代田ビル
中部電力千代田ビル （ちゅうぶでんりょくちよだビル） は、愛知県名古屋市中区千代田二丁目にある超高層ビルである。

## 概要
中部地方の電力供給を一手に担う中部電力が名古屋都心部への配電を行う為に設置していた「松ケ枝超高圧変電所」を再開発で地下化して建設された複合ビルである。
地下には「松ケ枝超高圧変電所」がある他、地上のオフィスフロア部分には中部電力全体の発電所の特性・能力、送電線や変電所の状況（修理・故障など）を考慮しながら配電計画を立てて指示を行う「基幹給電制御所」など中部電力の施設が入居している。
ビルの上には「基幹給電制御所」の通信機能を担う高さ100m近い「通信用鉄塔」が建ち、鉄塔をあわせた全体の高さは165mとなり、鶴舞地区のランドマークとなっている。

## 主なテナント
- 中部電力中央給電指令所
- 中部電力中電力センター
- 中部電力松ケ枝超高圧変電所
- 中部電力ミライズ名古屋営業本部
- 中部電力パワーグリッド名古屋支社

## 最寄駅
- JR中央線・名古屋市営地下鉄鶴舞線 鶴舞駅

## 参照
- 中部電力株式会社技術開発ニュース
- デンロ技報バックナンバー（日本語）